# 墨西哥帽小波

在數學和數值分析裡， Ricker 小波
{\displaystyle \psi (t)={2 \over {{\sqrt {3\sigma }}\pi ^{1 \over 4}}}\left(1-{t^{2} \over \sigma ^{2}}\right)e^{-t^{2} \over 2\sigma ^{2}}}

Mexican hat

是对高斯函數的二阶导数进行取反并归一化的结果，也就是能夠縮放正規化的第二埃爾米特函數。在連續小波的家族當中，埃爾米特小波是個非常特別的存在（應用在連續小波轉換稱作埃爾米特轉換）。Ricker子波經常被採用來模擬地震數據，並作為在計算電動力學的廣譜源項。它通常只在美國才會被稱作墨西哥帽小波，因為在作为核函数處理2维圖像時，形成了墨西哥寬邊帽的形狀。  由于神經科學家David Marr 的缘故，该函数也被广泛称为 Marr wavelet 。
{\displaystyle \psi (x,y)=-{\frac {1}{\pi \sigma ^{4}}}\left(1-{\frac {x^{2}+y^{2}}{2\sigma ^{2}}}\right)\mathrm {e} ^{-(x^{2}+y^{2})/2\sigma ^{2}}.}

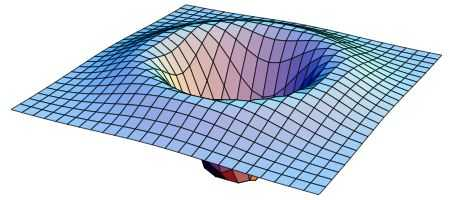
2D Mexican hat wavelet

而多維一般化的墨西哥帽小波稱為高斯函數的拉普拉斯。實際上，這種小波有時會用高斯函数的差來逼近，因為它可以被分離，也因此在二維或者更多維的情況下，能够節省大量的計算時間。規模標準化拉普拉斯 ( {\displaystyle L_{1}}-norm) 經常被用來作為一個blob檢測和計算機視覺應用中的自動規模選擇。墨西哥帽小波也可以用Cardinal B-Slines 的微分來逼近。

## 墨西哥帽函數的消失動量

### 消失動量(vanish moment)的定義：
小波轉換中，母小波{\displaystyle \psi (t)}盡量選越高頻(意即vanish moment大的)越好．此處先介紹消失動量(vanish moment)的定義
k階動量(k-th moment)：
{\displaystyle m_{k}=\int _{-\infty }^{\infty }t^{k}\,\psi \ (t)\,dt}
若{\displaystyle m_{0}=m_{1}=m_{2}=.....=m_{p-1}=0}，則我們稱母小波{\displaystyle \psi (t)}的消失動量(vanish moment)為p
消失動量(vanish moment)越高，經內積後被濾掉的低頻成分越多．

### 墨西哥帽函數的消失動量(vanish moment)：
墨西哥帽函數的數學表示式:
{\displaystyle \psi (t)={\frac {2^{5/4}}{\sqrt {3}}}(1-2\pi t^{2})e^{-\pi t^{2}}}
仔細觀察，{\displaystyle \psi (t)} 其實是高斯函數的二次微分:
{\displaystyle \psi (t)=C{\frac {d^{2}}{dt^{2}}}e^{-\pi t^{2}},C=} 常數。
而高斯函數做傅立葉轉換仍是高斯函數
{\displaystyle \psi (t)=C{\frac {d^{2}}{dt^{2}}}e^{-\pi t^{2}}\to -C4\pi ^{2}f^{2}e^{-\pi f^{2}}}
利用{\displaystyle {\frac {1}{(-j2\pi )^{k}}}G^{(k)}(0)=\int t^{k}g(t)\,dt}
可以算出{\displaystyle m_{0}=m_{1}=0,m_{2}\neq 0}
所以墨西哥帽函數的消失動量為2。

### 高斯函數p次微分的消失動量(vanish moment)：
高斯函數的p次微分的數學表示式:
{\displaystyle \psi (t)={\frac {d^{p}}{dt^{p}}}e^{-\pi t^{2}}}
其傅立葉轉換為{\displaystyle (j2\pi f)^{p}e^{-\pi f^{2}}}。
利用{\displaystyle {\frac {1}{(-j2\pi )^{k}}}G^{(k)}(0)=\int t^{k}g(t)\,dt}
可以算出{\displaystyle m_{0}=m_{1}=m_{p-1},m_{p}\neq 0}。
所以高斯函數p次微分的消失動量為p。
同時也可以印證，墨西哥帽函數是高斯函數的二次微分，消失動量為2